# Amietophrynus kassasii
Amietophrynus kassasii là một loài cóc thuộc họ Bufonidae. Đây là loài đặc hữu của Ai Cập. Môi trường sống tự nhiên của chúng là đầm nước, đầm nước ngọt, đầm nước ngọt có nước theo mùa, đất canh tác, các vùng đô thị, đất nông nghiệp có lụt theo mùa, và kênh đào và mương rãnh.